# Satz von Mercer
Der Satz von Mercer ist eine mathematische Aussage aus dem Teilgebiet der Funktionalanalysis. Er ist benannt nach dem Mathematiker James Mercer und besagt, dass der Integralkern eines positiven, selbstadjungierten Integraloperators als konvergente Reihe über seine Eigenwerte und Eigenvektoren dargestellt werden kann.

## Aussage
Sei {\displaystyle K} eine kompakte Teilmenge von {\displaystyle \mathbb {R} ^{n}}. Sei weiterhin {\displaystyle k\in C(K\times K)} eine stetige komplexwertige Funktion, welche die Bedingung {\displaystyle k(s,t)={\overline {k(t,s)}}} für alle {\displaystyle s,t\in K} erfüllt, wobei {\displaystyle {\overline {x}}} das komplex-konjugierte von {\displaystyle x} bezeichnet, so dass der durch 
{\displaystyle T_{k}\colon L^{2}(K)\rightarrow L^{2}(K)} definierte Integraloperator 
{\displaystyle (T_{k}(f))(\cdot )=\int _{K}k(\cdot ,t)f(t)\mathrm {d} t}
selbstadjungiert ist. 
Seien außerdem {\displaystyle \lambda _{1},\lambda _{2},\ldots } die gemäß ihrer geometrischen Vielfachheit gezählten Eigenwerte des Integraloperators {\displaystyle T_{k}} mit zugehörigen orthonormierten Eigenfunktionen {\displaystyle \varphi _{1},\varphi _{2},\ldots }. Ist der Operator {\displaystyle T_{k}} zusätzlich positiv, das heißt
{\displaystyle {\begin{aligned}\forall f\in L^{2}(K):\quad \int _{K\times K}k(s,t)f(s)f(t)\mathrm {d} (\lambda ^{n}\otimes \lambda ^{n})(s,t)\geq 0\,,\end{aligned}}}
wobei {\displaystyle \lambda ^{n}} das Lebesgue-Maß auf {\displaystyle \mathbb {R} ^{n}} bezeichne, dann besagt der Satz von Mercer, dass
{\displaystyle {\begin{aligned}k(s,t)=\sum _{j=1}^{\infty }\lambda _{j}\varphi _{j}(s){\overline {\varphi _{j}(t)}}\,\end{aligned}}}
in absoluter und gleichmäßiger Konvergenz.